# سادرن شر (کارولینای شمالی)
سادرن شر (به انگلیسی: Southern Shores) شهرکی در ایالت کارولینای شمالی کشور ایالات متحده آمریکا است که جمعیت آن در سرشماری سال ۲۰۱۰ میلادی، ۲٬۷۱۴ نفر بوده‌است.